# عائشة أينسو
عائشة آينسو (بالإنجليزية: Aisha Ayensu)‏ هي مصممة أزياء غانية حائزة على جوائز، وهي معروفة بتصميم أزياء وأزياء مسرحية لبيونسيه وجنيفيف نناجي وجاكي أبيا وساندرا دون آرثر. وهي مؤسسة ومديرة إبداعية لـ كريستي براون، دار أزياء غانية. تم إدراجها في قائمة فوربس كأحد رواد الأعمال الواعدين في عام 2016.

## التعليم
عائشة لديها خلفية عن علم النفس والموضة. حصلت على تعليمها الثانوي في مدرسة أشيموتا وتدريبها في الموضة من كلية جويس أبابيو للتصميم الإبداعي.

## الجوائز
حازت على عدة جوائز منها:
- 2009 - جائزة مصمم العام الناشئ، خلال حدث أزياء أريس أفريكا في جنوب إفريقيا.[8]
- 2018 - جائزة أفضل مصمم أزياء، خلال جوائز إفريقيا المرموقة.[9]
- 2018 - جائزة أفضل مصمم أفريقي، خلال جوائز جليتز ستايل.[10]
- 2019 - جائزة أفضل مصمم أفريقي، خلال جوائز جليتز ستايل.[11][12]